# Associazione Calcio Legnano 2020-2021
Questa voce raccoglie le informazioni riguardanti l'Associazione Calcio Legnano S.S.D. nelle competizioni ufficiali della stagione 2020-2021.

## Stagione
A causa degli elevati costi, soprattutto legati alla distanza delle trasferte, il Legnano rinuncia alla partecipazione alla Coppa Italia 2020-2021. La Coppa Italia Serie D 2020-2021 non è invece disputata a causa della partenza ritardata della stagione sportiva 2020-2021 per la pandemia di COVID-19, e dei ritardi circa sentenze su processi sportivi in corso, che hanno impedito la corretta programmazione.
In campionato, il Legnano disputa nuovamente la stagione in Serie D, i virtù del secondo posto nella stagione precedente, questa volta inserito nel girone A. Per quanto riguarda il calciomercato, degna di nota è la cessione di Valerio Foglio, al Legnano da due stagioni e capitano dei Lilla nella stagione precedente. Alla 19ª giornata di campionato l'allenatore Lucio Brando viene esonerato, venendo sostituito da Marco Sgrò.
Le gare fino alla 34ª giornata sono disputate a porte chiuse per motivi di sicurezza legati alla pandemia da COVID-19, mentre a partire dalla giornata successiva, e fino a fine campionato, è tornato il pubblico sugli spalti. Il Legnano termina il campionato al 6º posto in classifica, a un punto dalla zona play-off e a 14 punti dal Gozzano capolista.

## Divise e sponsor
Lo sponsor tecnico del Legnano per la stagione 2019-2020 è la Erreà, mentre lo sponsor ufficiale è la EffeGiCi. La divisa casalinga è lilla con pantaloncini e calzettoni bianchi, mentre la seconda divisa è composta da una maglia nera e da pantaloncini e da calzettoni neri. La prima divisa del portiere è gialla, mentre la seconda divisa è verde con inserti verde scuro e neri.
| Casa | Trasferta | Portiere |  |

## Organigramma societario
Aggiornato al 19 giugno 2021
Area direttiva
- Presidente: Giovanni Munafò
- Presidente onorario: Diego Munafò
- Vicepresidenti: Marco Foglia e Alberto Tomasich
- Direttore generale: Alberto Tomasich
- Consiglieri: Diego Annoni, Marcello Barone, Sandro Cannalire, Luciano Crisci, Domenico Ditto, Marco Foglia, Luca Moriggi, Paride Monaco, Diego Munafò, Giovanni Munafò, Walter Persino, Nicola Seguino, Alberto Tomasich, Massimo Zezza e Claudio Zuccarini

Area organizzativa
- Segretario generale: Marino Varalli
- Team manager: Pier Giorgio Braghè
- Responsabile area tecnica: Aldo Capocci
- Addetto stampa: Loris Lazzati
- Responsabile settore giovanile: Alfonso Costantino
- Webmaster e social: Stefano Branca
- Addetto agli arbitri: Daniele Monolo
- Speaker ufficiale: Giovanni Colombo

Area tecnica
- Direttore sportivo: Vito Cera
- Allenatore: Lucio Brando, poi Marco Sgrò
- Preparatore portieri: Paolo Paciarotti
- Preparatore atletico: Andrea Olgiati

Area sanitaria
- Medico sociale: Claudio Zuccarini
- Fisioterapista: Davide Borghetti

## Rosa
Aggiornata al 19 giugno 2021
| N. |                   | Ruolo | Calciatore             |
| -- | ----------------- | ----- | ---------------------- |
|    | Italia (bandiera) | P     | Christian Colnaghi     |
|    | Italia (bandiera) | P     | Lorenzo De Carlo       |
|    | Italia (bandiera) | P     | Lorenzo Ferrari        |
|    | Italia (bandiera) | P     | Luca Sergej Piccirillo |
|    | Italia (bandiera) | P     | Giovanni Russo         |
|    | Italia (bandiera) | P     | Andrea Travaini        |
|    | Italia (bandiera) | D     | Cesare Ambrosini       |
|    | Italia (bandiera) | D     | Michele Barra          |
|    | Italia (bandiera) | D     | Edoardo Brusa          |
|    | Italia (bandiera) | D     | Simone Buono           |
|    | Italia (bandiera) | D     | Davide Chiodini        |
|    | Italia (bandiera) | D     | Davide De Stefano      |
|    | Italia (bandiera) | D     | Fabrizio De Stefano    |
|    | Italia (bandiera) | D     | Simone Diana           |
|    | Italia (bandiera) | D     | Giorgio Gianola        |
|    | Italia (bandiera) | D     | Francesco Luoni        |
|    | Italia (bandiera) | D     | Riccardo Nava          |
|    | Italia (bandiera) | D     | Federico Ortolani      |
|    | Italia (bandiera) | C     | Alessandro Barbui      |
|    | Italia (bandiera) | C     | Roberto Beretta        |

| N. |                   | Ruolo | Calciatore                |
| -- | ----------------- | ----- | ------------------------- |
|    | Italia (bandiera) | C     | Niccolò Cipullo           |
|    | Italia (bandiera) | C     | Simone Damo               |
|    | Italia (bandiera) | C     | Marco Di Lernia           |
|    | Italia (bandiera) | C     | Edoardo Febbrasio         |
|    | Italia (bandiera) | C     | Stefano Pellini           |
|    | Italia (bandiera) | C     | Luigi Ronzoni             |
|    | Italia (bandiera) | C     | Lorenzo Rossi             |
|    | Italia (bandiera) | C     | Marco Sestito             |
|    | Italia (bandiera) | C     | Valerio Todaj             |
|    | Italia (bandiera) | C     | Mattia Tunesi             |
|    | Italia (bandiera) | A     | Marco Josè Bingo          |
|    | Italia (bandiera) | A     | Dario Braidich            |
|    | Italia (bandiera) | A     | Riccardo Cocuzza          |
|    | Italia (bandiera) | A     | Marco Fondi               |
|    | Italia (bandiera) | A     | Tommaso Frau              |
|    | Italia (bandiera) | A     | Marco Gasparri (capitano) |
|    | Italia (bandiera) | A     | Daniele Grandi            |
|    | Italia (bandiera) | A     | Christian Mangiarotti     |
|    | Italia (bandiera) | A     | Brando Radaelli           |

Nota: in corsivo i calciatori che hanno lasciato la società a stagione in corso.

## Calciomercato
Aggiornato al 19 giugno 2021

### Sessione estiva
| Acquisti | Acquisti            | Acquisti             | Acquisti   |
| R.       | Nome                | da                   | Modalità   |
| -------- | ------------------- | -------------------- | ---------- |
| P        | Christian Colnaghi  | Castellanzese        | -          |
| P        | Lorenzo De Carlo    | Tritium              | -          |
| D        | Cesare Ambrosini    | Rimini               | -          |
| D        | Michele Barra       | Monza                | -          |
| D        | Edoardo Brusa       | Monza                | -          |
| D        | Simone Buono        | Foggia               | -          |
| D        | Simone Diana        | Città di Sangiuliano | -          |
| D        | Davide De Stefano   | Fanfulla             | -          |
| D        | Fabrizio De Stefano | Inveruno             | -          |
| D        | Francesco Luoni     | Seregno              | -          |
| C        | Simone Damo         | Sondrio              | -          |
| C        | Marco Di Lernia     | Casale               | -          |
| C        | Edoardo Febbrasio   | -                    | svincolato |
| C        | Stefano Pellini     | Varesina             | -          |
| C        | Luigi Ronzoni       | Villa Valle          | -          |
| C        | Lorenzo Rossi       | Cremonese            | -          |
| C        | Marco Sestito       | Castellanzese        | -          |
| A        | Marco Josè Bingo    | Cremonese            | -          |
| A        | Marco Fondi         | AlbinoLeffe          | -          |
| A        | Daniele Grandi      | Caravaggio           | -          |

| Cessioni | Cessioni                 | Cessioni               | Cessioni   |
| R.       | Nome                     | a                      | Modalità   |
| -------- | ------------------------ | ---------------------- | ---------- |
| P        | Cristiano Ragone         | -                      | svincolato |
| P        | Federico Sottoriva       | -                      | svincolato |
| D        | Daniele Ciappellano      | -                      | svincolato |
| D        | Alessandro D'Aversa      | Arconatese             | -          |
| D        | Armando Miculi           | AlbinoLeffe            | -          |
| D        | Simone Montenegro        | -                      | svincolato |
| D        | Riccardo Nava            | Seregno                | -          |
| C        | Christian Alvitrez       | Brusaporto             | -          |
| C        | Alessio Bellagente       | -                      | svincolato |
| C        | Valerio Foglio           | Arconatese             | -          |
| C        | Guillermo Pérez Moreno   | Sant'Angelo            | -          |
| C        | Stefano Pennati          | -                      | svincolato |
| C        | Giacomo Riccelli         | -                      | svincolato |
| C        | Simone Ricozzi           | Virtus CiseranoBergamo | -          |
| A        | Andrea Borghi            | Offanenghese           | -          |
| A        | Antonio Fabozzi          | Alcione Milano         | -          |
| A        | Niccolò Frau             | -                      | svincolato |
| A        | Manuel Pavesi            | Arconatese             | -          |
| A        | Ersid Pllumbaj           | -                      | svincolato |
| A        | Antonio Alessandro Virzi | -                      | svincolato |

### Sessione invernale
| Acquisti | Acquisti               | Acquisti   | Acquisti   |
| R.       | Nome                   | da         | Modalità   |
| -------- | ---------------------- | ---------- | ---------- |
| P        | Lorenzo Ferrari        | -          | svincolato |
| P        | Luca Sergej Piccirillo | Inveruno   | -          |
| P        | Giovanni Russo         | -          | svincolato |
| D        | Giorgio Gianola        | Vis Pesaro | -          |
| D        | Riccardo Nava          | Seregno    | -          |
| C        | Alessandro Barbui      | Novara     | -          |
| C        | Roberto Beretta        | Novara     | -          |
| C        | Keivin Bzetaj          | Canegrate  | -          |
| C        | Mattia Tunesi          | -          | svincolato |
| A        | Dario Braidich         | Breno      | -          |
| A        | Christian Mangiarotti  | Fanfulla   | -          |
| A        | Brando Radaelli        | -          | svincolato |

| Cessioni | Cessioni         | Cessioni         | Cessioni |
| R.       | Nome             | a                | Modalità |
| -------- | ---------------- | ---------------- | -------- |
| P        | Lorenzo De Carlo | Ardor Lazzate    | -        |
| P        | Lorenzo Ferrari  | Tritium          | -        |
| D        | Cesare Ambrosini | Tritium          | -        |
| D        | Simone Buono     | Foggia           | -        |
| D        | Davide Chiodini  | Settimo Milanese | -        |
| D        | Simone Diana     | Atletico CVS     | -        |
| D        | Giorgio Gianola  | Crema            | -        |
| C        | Nicolò Cipullo   | Settimo Milanese | -        |
| C        | Marco Sestito    | Castellanzese    | -        |
| A        | Daniele Grandi   | Brusaporto       | -        |

## Risultati

### Serie D (girone A)

#### Girone di andata
| Arbitro: | Guerra (Venosa) |

|             |           |            |
| Cocuzza 57’ | Marcatori | 68’ Albini |

| Chieri 21 ottobre 2020, ore 15.00 CEST 2ª giornata | Chieri                | 0 – 0 referto | Legnano | Stadio Piero De Paoli\| Arbitro: \| Tartarone (Frosinone) \| |
| Arbitro:                                           | Tartarone (Frosinone) |               |         |                                                              |

| Arbitro: | Palmieri (Conegliano) |

|                                 |           |  |
| Radaelli 65’ Cocuzza 72’ (rig.) | Marcatori |  |

| Arbitro: | D'Ambrosio (Collegno) |

|                             |           |                               |
| Alluci 32’ Buongiorno 90+4’ | Marcatori | 12’, 29’ Gasparri 38’ Cocuzza |

| Arbitro: | Duzel (Castelfranco Veneto) |

|                           |           |                         |
| Di Lernia 23’ Cocuzza 26’ | Marcatori | 54’ Carli 86’ Caldarola |

| Arbitro: | Gai (Carbonia) |

|                                                     |           |                                 |
| Chessa 16’ (rig.) Colombo 21’, 24’, 67’ Bigotto 54’ | Marcatori | 52’ Gasparri 73’ (rig.) Cocuzza |

| Arbitro: | Burlando (Genova) |

|  |           |                        |
|  | Marcatori | 57’ Cardore 78’ Merkaj |

| Arbitro: | Menozzi (Treviso) |

|                  |           |                                                    |
| Aloia 15’ (rig.) | Marcatori | 43’ (rig.) Cocuzza 45+2’ Ronzoni 53’, 80’ Gasparri |

| Arbitro: | Bocchini (Roma) |

|  |           |             |
|  | Marcatori | 90+2’ Otelè |

| Arbitro: | Negrelli (Finale Emilia) |

|            |           |                          |
| Concas 25’ | Marcatori | 24’ Cocuzza 87’ Gasparri |

| Arbitro: | Viapiana (Catanzaro) |

|                 |           |  |
| Cocuzza 3’, 22’ | Marcatori |  |

| Arbitro: | Finzi (Foligno) |

|                  |           |  |
| Filip 39’, 90+4’ | Marcatori |  |

| Arbitro: | Gigliotti (Cosenza) |

|  |           |              |
|  | Marcatori | 16’ Donaggio |

| Arbitro: | Capriuolo (Bari) |

|                                                    |           |                                              |
| Banfi 22’ Putzolu 30’ Vernocchi 48’, 72’ Torin 89’ | Marcatori | 10’ Di Lernia 86’ Gianola 90’ (rig.) Cocuzza |

| Arbitro: | Aldi (Finale Ligure) |

|                   |           |             |
| Gasparri 30’, 36’ | Marcatori | 78’ Alfiero |

| Arbitro: | Renzi (Pesaro) |

|               |           |              |
| Valagussa 23’ | Marcatori | 31’ Gasparri |

| Arbitro: | Liotta (Castellammare di Stabia) |

|                         |           |                    |
| Cocuzza 11’, 90’ (rig.) | Marcatori | 22’ (rig.) Vignali |

| Arbitro: | Molinaroli (Piacenza) |

|                 |           |  |
| Romano 50’, 55’ | Marcatori |  |

| Arbitro: | Recupero (Lecce) |

|  |           |            |
|  | Marcatori | 11’ Poesio |

#### Girone di ritorno
| Arbitro: | Manzo (Torre Annunziata) |

|                                 |           |  |
| Santonocito 45+1’ Menegazzo 46’ | Marcatori |  |

| Arbitro: | Poli (Verona) |

|                                             |           |                                |
| Ronzoni 2’ Cocuzza 23’ (rig.) Di Lernia 37’ | Marcatori | 51’ (rig.) Ravasi 80’ Conrotto |

| Arbitro: | Tagliente (Brindisi) |

|                                      |           |             |
| Allegretti 30’ (rig.), 57’ Sylla 75’ | Marcatori | 90+2’ Bingo |

| Arbitro: | Bortolussi (Nichelino) |

|                                          |           |            |
| Cocuzza 33’ Di Lernia 82’ Gasparri 90+3’ | Marcatori | 3’ Mobilio |

| Arbitro: | Dini (Città di Castello) |

|            |           |                          |
| Carrer 58’ | Marcatori | 65’ Gasparri 73’ Cocuzza |

| Arbitro: | Gandino (Alessandria) |

|           |           |           |
| Bingo 34’ | Marcatori | 14’ Corti |

| Arbitro: | Silvera (Valdarno) |

|               |           |  |
| Chiappino 86’ | Marcatori |  |

| Arbitro: | Dasso (Genova) |

|                  |           |  |
| Braidich 4’, 63’ | Marcatori |  |

| Arbitro: | Petrov (Roma) |

|                               |           |              |
| Capelli 20’, 69’ Disabato 74’ | Marcatori | 48’ Gasparri |

| Arbitro: | Rizzello (Casarano) |

|                        |           |  |
| Gasparri 30’ Brusa 71’ | Marcatori |  |

| Arbitro: | Castella (Nichelino) |

|  |           |               |
|  | Marcatori | 8’, 31’ Bingo |

| Arbitro: | Cosseddu (Nuoro) |

|                         |           |            |
| Beretta 27’ Ronzoni 37’ | Marcatori | 45’ Masini |

| Arbitro: | Lipizer (Verona) |

|                                  |           |                              |
| Malandrino 14’ Giglio 54’ (rig.) | Marcatori | 6’, 39’ Gasparri 23’ Beretta |

| Arbitro: | Mori (La Spezia) |

|           |           |           |
| Luoni 43’ | Marcatori | 14’ Banfi |

| Arbitro: | Mazzer (Conegliano) |

|                                                         |           |                                                        |
| Specchia 15’ Alfiero 60’, 75’ (rig.) Aloja 90+5’ (rig.) | Marcatori | 26’, 54’ Bingo 46’ Gasparri 50’ Braidich 62’ Di Lernia |

| Arbitro: | Bracaccini (Macerata) |

|                        |           |           |
| Di Lernia 13’ Nava 88’ | Marcatori | 81’ Macrì |

| Arbitro: | Papale (Torino) |

|  |           |                                                              |
|  | Marcatori | 7’ Beretta 31’ Ronzoni 37’ (rig.), 64’ Braidich 89’ Gasparri |

| Arbitro: | Djurdjevic (Trieste) |

|                                     |           |              |
| Bingo 36’ Gasparri 70’ Braidich 74’ | Marcatori | 24’ De Monti |

| Arbitro: | Campagni (Firenze) |

|                              |           |                        |
| Cocola 10’ Lewandowski 90+8’ | Marcatori | 41’ Gasparri 60’ Bingo |

## Statistiche
Statistiche aggiornate al 19 giugno 2021

### Statistiche di squadra
| Competizione | Punti | In casa | In casa | In casa | In casa | In casa | In casa | In trasferta | In trasferta | In trasferta | In trasferta | In trasferta | In trasferta | Totale | Totale | Totale | Totale | Totale | Totale | DR  |
| Competizione | Punti | G       | V       | N       | P       | Gf      | Gs      | G            | V            | N            | P            | Gf           | Gs           | G      | V      | N      | P      | Gf     | Gs     | DR  |
| ------------ | ----- | ------- | ------- | ------- | ------- | ------- | ------- | ------------ | ------------ | ------------ | ------------ | ------------ | ------------ | ------ | ------ | ------ | ------ | ------ | ------ | --- |
| Serie D      | 64    | 19      | 11      | 4       | 4       | 30      | 18      | 19           | 8            | 3            | 8            | 36           | 37           | 38     | 19     | 7      | 12     | 66     | 55     | +11 |

### Andamento in campionato
| Giornata  | 1  | 2  | 3  | 4  | 5  | 6  | 7  | 8  | 9  | 10 | 11 | 12 | 13 | 14 | 15 | 16 | 17 | 18 | 19 | 20 | 21 | 22 | 23 | 24 | 25 | 26 | 27 | 28 | 29 | 30 | 31 | 32 | 33 | 34 | 35 | 36 | 37 | 38 |
| --------- | -- | -- | -- | -- | -- | -- | -- | -- | -- | -- | -- | -- | -- | -- | -- | -- | -- | -- | -- | -- | -- | -- | -- | -- | -- | -- | -- | -- | -- | -- | -- | -- | -- | -- | -- | -- | -- | -- |
| Luogo     | C  | T  | C  | T  | C  | T  | C  | T  | C  | T  | C  | T  | C  | T  | C  | T  | C  | T  | C  | T  | C  | T  | C  | T  | C  | T  | C  | T  | C  | T  | C  | T  | C  | T  | C  | T  | C  | T  |
| Risultato | N  | N  | V  | V  | N  | P  | P  | V  | P  | V  | V  | P  | P  | P  | V  | N  | V  | P  | P  | P  | V  | P  | V  | V  | N  | P  | V  | P  | V  | V  | V  | V  | N  | V  | V  | V  | V  | N  |
| Posizione | 10 | 12 | 14 | 15 | 16 | 14 | 14 | 11 | 11 | 11 | 8  | 10 | 15 | 13 | 14 | 14 | 13 | 13 | 12 | 13 | 10 | 11 | 10 | 10 | 10 | 11 | 10 | 9  | 11 | 8  | 7  | 6  | 7  | 7  | 5  | 6  | 5  | 6  |

Legenda:

Luogo: C = Casa; T = Trasferta. Risultato: V = Vittoria; N = Pareggio; P = Sconfitta.

### Statistiche dei giocatori
Sono in corsivo i calciatori che hanno lasciato la società a stagione in corso.
| Giocatore       | Serie D  | Serie D | Serie D     | Serie D    |
| Giocatore       | Presenze | Reti    | Ammonizioni | Espulsioni |
| --------------- | -------- | ------- | ----------- | ---------- |
| C. Ambrosini    | 5        | 0       | 3           | 0          |
| A. Barbui       | 25       | 0       | 7           | 0          |
| M. Barra        | 3        | 0       | 0           | 0          |
| R. Beretta      | 25       | 3       | 3           | 0          |
| M.J. Bingo      | 32       | 8       | 0           | 0          |
| D. Braidich     | 12       | 6       | 0           | 0          |
| E. Brusa        | 28       | 1       | 7           | 2          |
| S. Buono        | 3        | 0       | 0           | 0          |
| D. Chiodini     | 1        | 0       | 0           | 0          |
| N. Cipullo      | 0        | 0       | 0           | 0          |
| R. Cocuzza      | 35       | 15      | 2           | 0          |
| C. Colnaghi     | 8        | 0       | 0           | 0          |
| S. Damo         | 2        | 0       | 0           | 0          |
| L. De Carlo     | 0        | 0       | 0           | 0          |
| D. De Stefano   | 27       | 0       | 3           | 0          |
| F. De Stefano   | 18       | 0       | 0           | 0          |
| S. Diana        | 16       | 0       | 2           | 0          |
| M. Di Lernia    | 33       | 6       | 3           | 0          |
| E. Febbrasio    | 7        | 0       | 0           | 0          |
| L. Ferrari      | 2        | 0       | 0           | 0          |
| T. Frau         | 2        | 0       | 0           | 0          |
| M. Fondi        | 8        | 0       | 0           | 0          |
| M. Gasparri     | 34       | 19      | 1           | 0          |
| G. Gianola      | 7        | 1       | 0           | 0          |
| D. Grandi       | 4        | 0       | 1           | 0          |
| F. Luoni        | 34       | 1       | 3           | 1          |
| C. Mangiarotti  | 8        | 0       | 0           | 0          |
| R. Nava         | 23       | 1       | 2           | 0          |
| F. Ortolani     | 26       | 0       | 1           | 0          |
| S. Pellini      | 21       | 0       | 0           | 0          |
| L.S. Piccirillo | 2        | 0       | 0           | 0          |
| B. Radaelli     | 19       | 1       | 1           | 0          |
| L. Ronzoni      | 35       | 4       | 4           | 0          |
| L. Rossi        | 0        | 0       | 0           | 0          |
| G. Russo        | 27       | 0       | 1           | 0          |
| M. Sestito      | 0        | 0       | 0           | 0          |
| V. Todaj        | 1        | 0       | 0           | 0          |
| A. Travaini     | 0        | 0       | 0           | 0          |
| M. Tunesi       | 31       | 0       | 6           | 0          |

### Esplicative
1. ↑  Inizialmente prevista per il 3 ottobre 2020, è stata posticipata al 21 ottobre 2020 a causa della pandemia di COVID-19.
2. ↑  Inizialmente prevista il 7 ottobre 2020, è stata posticipata al 28 ottobre 2020 a causa della pandemia di COVID-19.
3. ↑  Inizialmente prevista per il 11 ottobre 2020, è stata posticipata al 29 novembre 2020 a causa della pandemia di COVID-19.
4. ↑  Inizialmente prevista il 31 ottobre 2020, è stata posticipata al 16 dicembre 2020 a causa della pandemia di COVID-19.
5. ↑  Inizialmente prevista il 4 novembre 2020, è stata posticipata al 10 febbraio 2021 a causa della pandemia di COVID-19.
6. ↑  Inizialmente prevista il 13 dicembre 2020, è stata posticipata al 17 febbraio 2021 a causa della pandemia di COVID-19.
7. ↑  Inizialmente prevista per il 6 gennaio 2021, è stata posticipata prima al 3 marzo 2021 e poi al 14 marzo 2021 a causa dell'impraticabilità del campo da gioco.
8. ↑  Inizialmente prevista l'11 aprile 2021, è stata posticipata al 2 maggio 2021 a causa della pandemia di COVID-19.
9. ↑  Giocata tra la 5ª e la 6ª giornata.
10. 1 2 3  Giocata tra la 6ª e la 10ª giornata.
11. ↑  Giocata tra la 19ª e la 20ª giornata.
12. ↑  Giocata tra l'8ª e la 10ª giornata.
13. ↑  Giocata tra la 24ª e la 25ª giornata.
14. ↑  Giocata tra la 30ª e la 31ª giornata.

### Bibliografiche
1. ↑   Il Legnano calcio rinuncia alla Coca Cola Cup, esordio in Coppa Italia, su legnanonews.com. URL consultato il 1º febbraio 2021.
2. ↑   Valerio Foglio non è più un giocatore del Legnano calcio, su legnanonews.com. URL consultato il 1º febbraio 2021.
3. ↑   E' Marco Sgro il nuovo tecnico del Legnano!, su aclegnano.it, 8 febbraio 2021.
4. ↑   I lilla festeggiano il ritorno del pubblico con una vittoria, su sportlegnano.it. URL consultato il 10 luglio 2021.
5. 1 2   Rosa 2020-2021, su aclegnano.it. URL consultato il 1º febbraio 2021.
6. ↑   A.C. Legnano - Società, su aclegnano.it. URL consultato il 1º febbraio 2021.
7. ↑   Legnano - Staff, su tuttocampo.it. URL consultato il 1º febbraio 2021.
8. ↑   A.C. Legnano Calcio debutta a Breno, su it.geosnews.com. URL consultato il 1º febbraio 2021.
9. ↑   Calciomercato - Legnano 2020-2021, su tuttocampo.it.